# 파이널 판타지 택틱스 어드밴스
《파이널 판타지 택틱스 어드밴스》(ファイナルファンタジータクティクスアドバンス, Final Fantasy Tactics Advance, FFT-A)는 스퀘어(현 스퀘어 에닉스)가 만든 택틱컬 롤 플레잉 게임이다. 파이널 판타지 시리즈의 일부이며 97년 소니 플레이 스테이션용으로 발매된 파이널 판타지 택틱스의 세계관과 게임방식을 잇는 후속작이다. 전작과 마찬가지로 이바리스 세계관(이후의 이바리스 세계관 작품에서는 Ivalice Alliance로 명명되었다)을 채택하고 있으며 이바리스가 탄생하게 된 계기를 제시하고 있다.
닌텐도의 휴대용 게임기 게임보이 어드밴스(GBA)용으로 개발되었으며 스퀘어에서 2003년 2월 일본어 버전을 출시하였다. 이후 플레이어의 의견을 반영하여 시스템을 일부 수정하여 스퀘어 에닉스에서 9월에 북미 버전을, 10월에 유럽 버전을 추가 출시하였다.

## 게임 플레이
기본적으로는 다른 턴 방식 택틱컬 롤 플레잉과 유사한 조작법을 갖고 있다. 턴의 배분은 일반적인 파이널 판타지 시리즈의 액티브 타임 배틀과 마찬가지로 아군과 적군의 구별 없이 캐릭터 각각의 스피드에 따라 결정된다. 집에 돌아가기 위한 실마리를 얻기 위해 알선소에서 미션을 의뢰받아 해결하며 전투를 한다는 설정으로 주인공의 클랜은 구성원의 수와 직업 등을 자유롭게 선택하고 성장시켜 그 가운데에 평균 6인을 구성하여 매 전투에 참가시킬 수 있다. 스토리 미션을 모두 마쳐 엔딩을 본 이후에도 서브 미션을 통해 끝없이 플레이를 계속할 수 있다.

## 특징
클랜원으로 받을 수 있는 캐릭터는 5개의 종족을 갖고 있으며 총 34개의 다른직업을 한 종족당 평균 9개씩 선택할 수 있다. 한 캐릭터는 두 개 직업의 어빌리티(특수능력)를 사용할 수 있으므로 매우 자유로운 형태의 캐릭터를 만들 수 있다. 클랜원은 최대 24명까지 받을 수 있으며 1회 전투에 참가하는 평균 6명의 캐릭터는 플레이어가 선택할 수 있으므로 플레이어가 원하는 형태의 전투를 즐길 수 있다.
모든 전투에는 져지(Judge, 심판)가 등장하여 매 전투마다 그날 그날의 로우(Law, 특정 커맨드 제한)를 집행한다. 로우는 플레이어와 컴퓨터 모두에게 적용되며 그 전투에 제한된 커맨드를 실행할 경우 져지가 옐로카드 또는 레드카드를 선언하여 벌금을 내고 감옥에 가는 등의 페널티가 적용된다. 북미 및 유럽 버전에서는 일본어로만 표현 가능한 로우와 사실상 이행이 불가능한 로우는 삭제되고 추천 로우 시스템이 도입되어 제한된 로우의 반대에 해당하는 행동을 하는 경우 보너스를 받게끔 로우 시스템이 개선되었다.
알선소에는 스토리의 진행을 위한 24개의 미션이 등장하며 스토리와는 관련이 없는 추가 미션을 합하면 총 300개의 미션이 존재한다. 이것은 스토리가 방대하다는 장점이 있지만 스토리를 잊어버리기 전에 한 번에 몰아서 플레이해야한다는 단점이 있는 파이널 판타지 시리즈의 특징을 휴대용 게임기에 맞게끔 가공한 것이다. 북미 및 유럽 버전에서는 300개의 미션을 모두 해결하면 숨겨진 캐릭터가 클랜에 가입되며 관련 번외 미션이 다수 등장하게끔 수정되었다.

## 줄거리
주인공 마슈와 동생 도네드, 마슈의 어머니는 시골의 작은 마을 세인트 이바리스로 이사를 왔다. 마슈의 부모님은 긴 별거 끝에 이혼이 결정되어 이사를 해야만 했고 마슈의 동생 도네드의 병세가 악화되어 요양에는 시골이 좋을 것이라 생각하여 마슈 어머니의 고향인 세인트 이바리스에 오게 되었다. 마슈에게는 부끄럼이 많고 조숙하여 자주 따돌림을 당하는 뮤트, 공부와 운동 모두를 잘 하는 반장 릿츠라는 친구가 있다. 그러나 이들 모두에게는 상처가 있다. 마슈는 소심한 성격 탓에 말을 잘 못하는 문제가, 뮤트에게는 병으로 돌아가신 어머니와 그 뒤로는 일을 하지 못하는 아버지가, 릿츠에게는 태어날 때부터 돌연변이로 머리칼이 새하얗기 때문에 늘 핑크로 염색해야하는 고민이 그것이다.
눈이 오던 어느날 뮤트는 헌 책방에서 오래된 책을 한 권 찾아낸다(이 책의 이름은 게임에서 등장하지 않기 때문에 사람들에게 '파이널 판타지'라고 알려진바 있지만 정확한 설정은 그랑 그리모어(Grand Grimoire)이다). 그리고 그날 밤, 그들이 사는 작은 마을 세인트 이바리스는 칼과 마법의 파이널 판타지 대륙 이바리스로 바뀌게 된다.
변해버린 이바리스에서는 소심했던 주인공 마슈가 칼과 마법을 쓸 수 있게 되었고 뮤트는 이바리스 대륙의 왕비인 어머니와 져지마스터인 아버지 사이의 왕자가 되었으며 릿츠는 머리칼이 천연 핑크가 되었고 마슈의 동생 도네드는 몸이 약하지 않아 뛰어다닐 수 있게 되었다. 하지만 마슈는 이 세계가 진짜가 아니기 때문에 원래대로 돌려야 한다고 믿고 세계를 변하게 한 뮤트를 찾아 설득하려는 모험을 하게 된다.
모험의 과정에서 주인공 마슈는 릿츠와 도네드를 만나게 되지만 뮤트와 마찬가지로 원래 세계의 상처가 없는 변해버린 세계를 마음에 들어하는 모두들은 오히려 마슈를 방해하게 된다. 마슈가 뮤트에게 다가갈수록 뮤트의 피해의식은 점점 심해져 결국 뮤트가 만들어낸 뮤트의 어머니 리메디 여왕은 뮤트를 흡수하고 폭주하게 되어 마슈가 이것을 무찌른다.
(이 시점을 기준으로 엔딩이 나오는데, 엔딩에서의 줄거리와 엔딩을 본 후 그 클리어데이터를 이용하여 플레이를 재개할 때의 줄거리가 다르다.)
엔딩을 본 뒤 플레이를 계속하는 경우의 줄거리: 그러나 뮤트는 다시 나타나지 않게 되었고 마슈는 사라진 뮤트를 찾기 위해 모험을 계속하게 된다. 북미 및 유럽 버전에서는 마슈의 모험을 도와준 릿츠, 샤라, 바부스, 에젤, 시드가 이벤트를 통해 주인공 클랜에 가입된다.
엔딩의 줄거리: 정신을 차린 뮤트는 세계를 원래대로 되돌린다. 마슈와 뮤트는 더 이상 따돌림을 당하지 않고 릿츠는 자신이 동경하던 종족 비에라(비에라는 머리칼이 하얗다)의 기념이라 생각하며 원래의 하얀 머리를 자랑스럽게 생각하게 된다.

## 평가
| 평가 |          |
| --- | -------- |
| 통합 점수 통합사 점수 게임랭킹스 87.64% [ 4 ] 메타크리틱 87 / 100 [ 5 ] 평론 점수 평론사 점수 에지 7 / 10 [ 6 ] EGM 9 / 10 [ 7 ] 패미츠 34 / 40 [ 8 ] 게임 인포머 9.5/10 [ 9 ] 게임스팟 8.2 / 10 [ 10 ] IGN 9.0 / 10 [ 11 ] 닌텐도 월드 리포트 7.5 / 10 [ 12 ] 엑스플레이 4 / 5 [ 13 ] RPGFan 8.1 / 10 [ 14 ] GameNOW 10 / 10 [ 15 ] |          |
| 통합 점수 |          |
| 통합사 | 점수     |
| 게임랭킹스 | 87.64%   |
| 메타크리틱 | 87 / 100 |
| 평론 점수 |          |
| 평론사 | 점수     |
| 에지 | 7 / 10   |
| EGM | 9 / 10   |
| 패미츠 | 34 / 40  |
| 게임 인포머 | 9.5/10   |
| 게임스팟 | 8.2 / 10 |
| IGN | 9.0 / 10 |
| 닌텐도 월드 리포트 | 7.5 / 10 |
| 엑스플레이 | 4 / 5    |
| RPGFan | 8.1 / 10 |
| GameNOW | 10 / 10  |